# カシーフ
カシーフ (Kashif、本名：マイケル・ジョーンズ、1957年12月26日 - 2016年9月25日) は、アメリカ合衆国のアフリカ系アメリカ人・ミュージシャン、歌手、音楽プロデューサーである。ニューヨーク・ブルックリン区出身。
孤児院で育った不幸な生い立ちながらも、それを克服してBTエクスプレス後期のメンバーとしてデビューする。その後、ソロ歌手及び音楽プロデューサーとして独立して、イブリン・キングをはじめとする数多くのミュージシャンを手がけることとなる。
　

## プロデュースしたミュージシャン
- イヴリン・キング
- ケニー・G
- ジョージ・ベンソン
- ジョニー・ケンプ[2]
- ジョルジ・ペタス
- ハワード・ジョンソン
- ホイットニー・ヒューストン
- メルバ・ムーア
- ララ

## ディスコグラフィ

### スタジオ・アルバム
- 『カシーフ』 - Kashif (1983年) ※旧邦題『LOVE&SONGS - カシーフ登場』
- 『センド・ミー・ユア・ラヴ』 - Send Me Your Love (1984年)
- 『コンディション・オブ・ザ・ハート』 - Condition Of The Heart (1985年)
- 『ラヴ・チェンジズ』 - Love Changes (1987年)
- 『ルッキング・フォー・ア・ラヴァー』 - Kashif (1989年)
- 『フー・ラヴズ・ユー』 - Who Loves You? (1998年)
- Music from my mind (2004年）

### コンピレーション・アルバム
- The Best of Kashif (1992年)
- The Definitive Collection  (1998年)
- The Best of Kashif (2002年)